# Камишли (Можгинський район)
Камишли́ (рос. Камышлы) — присілок в Можгинському районі Удмуртії, Росія.
Урбаноніми:
- вулиці — Єдина

## Населення
Населення — 72 особи (2010; 77 в 2002).
Національний склад станом на 2002 рік:
- удмурти — 88 %